# Khalid Mushir Ismael
Khalid Mushir Ismael (en árabe: خالد مشير اسماعيل; nacido en Dahuk, Irak, 14 de febrero de 1981) es un futbolista internacional iraquí de origen kurdo. Juega de defensa y su equipo actual es el Dohuk FC.

## Biografía
Khalid Mushir actúa de defensa central, aunque a veces es utilizado como centrocampista realizando labores defensivas.
Empezó su carrera futbolística en el Mosul FC.
Luego jugó dos temporadas en el Arbil FC antes de unirse en 2004 a su actual club, el Dohuk FC.

## Selección nacional
Ha sido internacional con la Selección de fútbol de Irak en 18 ocasiones. Su debut con la camiseta nacional se produjo en 2005.

## Clubes
| Club                | País | Año       |
| ------------------- | ---- | --------- |
| Mosul Football Club | Irak | 2000-2002 |
| Arbil FC            | Irak | 2002-2004 |
| Dohuk Football Club | Irak | 2004-     |